# 古斯亞禾·沙拔·馬田斯
古斯亞禾·沙拔·馬田斯（Gustavo Saibt Martins）一般称作古斯塔博，1979年7月20日生于格拉瓦泰，巴西职业足球运动员，现效力于中国足球超级联赛球会武汉光谷队。